# Super Mario Maker
Super Mario Maker (スーパーマリオメーカー?, Sūpā Mario Mēkā), conosciuto precedentemente con il nome Mario Maker, è un videogioco a piattaforme a scorrimento laterale pubblicato da Nintendo per Wii U, uscito l'11 settembre del 2015 (mentre in Giappone il 10 dello stesso mese). Permette ai giocatori di creare e condividere i propri livelli 2D in stile Super Mario. Il titolo consente ai giocatori di inserire blocchi, monete, nemici vari provenienti dalla serie di Super Mario, effetti sonori e altri personaggi creati dalla stessa Nintendo permettendo anche di cambiare lo stile del livello (ad esempio si può passare dallo stile di Super Mario World allo stile di New Super Mario Bros. U). Il gioco è stato annunciato all'E3 2014 ed è uscito l'anno seguente per festeggiare il 30º anniversario di Super Mario Bros.
Il 25 novembre 2020 Nintendo ha annunciato l'interruzione della possibilità di caricare  livelli in Super Mario Maker per Wii U avvenuta il 31 marzo 2021, ringraziando gli utenti che lo hanno utilizzato dopo 5 anni dal suo debutto. Il 12 gennaio 2021, la versione Wii U del gioco viene rimossa dal Nintendo eShop, lasciando la possibilità di riscaricarlo agli utenti che lo hanno acquistato in precedenza. Verrà anche chiuso il sito "Super Mario Maker Bookmark" e l'8 aprile 2024 verrà cessata la possibilità di ripubblicare livelli già esistenti.
Durante il Nintendo Direct del 1 settembre 2016, è stata annunciata una nuova versione del gioco per Nintendo 3DS, intitolata Super Mario Maker for Nintendo 3DS, pubblicata il 2 dicembre 2016. Un sequel del gioco, intitolato Super Mario Maker 2, è stato pubblicato per Nintendo Switch nel giugno 2019.

## Modalità di gioco
Super Mario Maker è un gioco creativo che permette ai giocatori di creare i propri livelli della serie Super Mario utilizzando il Wii U GamePad o lo schermo inferiore del 3DS, che si possono poi condividere con gli altri giocatori. I giocatori possono basare i loro livelli con lo stile visivo di Super Mario Bros., Super Mario Bros. 3, Super Mario World e New Super Mario Bros. U. Alcuni elementi sono limitati e specifici allo stile del gioco, mentre altri possono essere aggiunti. Oltre agli elementi tradizionali, i giocatori possono manipolare il comportamento dei vari elementi in modo unico, oltre a trasformare gli stessi scuotendoli. Ad esempio possono impilare i nemici uno sopra l'altro, oppure inserire altri personaggi oltre a Mario. I giocatori possono condividere le proprie creazioni online, a condizione però di riuscire a completare almeno una prima volta il livello fino alla bandiera finale.

## Amiibo
Mentre si sta creando un livello nello stile di Super Mario Bros., accostando al sensore NFC un amiibo compatibile, si potrà creare un Fungo Misterioso, prendendolo Mario diventerà il personaggio dell'amiibo usato. Inoltre, accostando al sensore NFC un amiibo della 30th Anniversary Collection verrà aggiunto al livello un Fungo Gigante, che permetterà a Mario di diventare più grande e distruggere i blocchi da qualsiasi direzione, oltre ad applicare un filtro rétro al gioco che ricorda le vecchie TV a tubo catodico.
Altri costumi sono sbloccabili anche senza gli amiibo completando la modalità "La sfida dei 100 Mario".

### Amiibo compatibili
Super Mario Maker è compatibile con più di 50 amiibo (esclusi i Lottatori Mii della Super Smash Bros. Collection).